# Leptotyphlops undecimstriatus
Leptotyphlops undecimstriatus este o specie de șerpi din genul Leptotyphlops, familia Leptotyphlopidae, descrisă de Schlegel 1839. Conform Catalogue of Life specia Leptotyphlops undecimstriatus nu are subspecii cunoscute.